# Andrena fulva
Espèce
Statut de conservation UICN

 DD  : Données insuffisantes
Andrena fulva, l'andrène fauve, est une espèce d'abeilles de l'ordre des hyménoptères, de la famille des Andrenidae, du genre Andrena.

## Description
Les femelles mesurent 11 à 14 mm, et sont recouvertes d'une pilosité rousse à orangée sur le dos du thorax et de l'abdomen, et noire sur la face ventrale. Les mâles mesurent 8 à 12 mm et sont recouverts d'une pilosité brun-beige sur la face dorsale, claire sur la face et noire sur la face ventrale. 
On peut confondre la femelle avec celle d'Osmia bicornis, qui lui ressemble.  
Elles sont visibles de mars à mai.

## Écologie
Il s'agit d'une abeille solitaire (nid individuel), mais qui peut nicher en "bourgades" de plusieurs dizaines, voire centaines de nids. Le nid est creusé dans le sol, et se repère par un petit monticule de terre, généré par l'excavation des galeries. Il contient 4 à 5 cellules. Une femelle peut creuser jusqu'à 3 nids. 
On la rencontre dans les jardins, les bois clairs, les sablières, les pelouses sèches. Cette abeille butine groseilliers, cerisiers, saules, myrtilliers, etc. 

## Répartition
Elle est répandue en Europe centrale et de l'Ouest, de la péninsule ibérique et de l'Irlande (où elle a été redécouverte en 2012) à la Pologne et à la Grèce. 

## Parasites
Les nids des femelles peuvent être parasités par les espèces d'abeilles-coucou Nomada signata et Nomada panzeri.